# Коминочистач
Коминочистачът е човек, който почиства комини от пепелта и саждите. 
През 1875 г. влиза в сила регулация на тази професия, във Великобритания, а в началото на века - и в САЩ.
Според поверието, носи късмет да докоснеш коминочистач, особено на Нова година и на сватби. Коминочистачът е символ, носещ късмет.

## История
Чистенето на комините може да се прави, както с влизане във вътрешността на комина, така и с помощта на различни приспособления, които се използват за достъп до вътрешността му. Първият механичен коминочистач е изобретен от Джордж Смарт през 1803 г., но е бил отказан във Великобритания и САЩ. Джоузеф Глас пуска на пазара подобрена машина за почистване през 1828 г.; той се приписва като изобретател на съвременната коминочистаческа четка.
Почистването се извършва от майстора-коминочистач, често - с помощта на чирак, който е малко дете. Чираците-деца се ползват за недостъпните за възрастен части на комините. Професията изисква известна сръчност и носи рискове за здравето. Възпявана и осмивана е в много стихове, балади и пантомими. На нея, в популярните медии, е придаден романтизъм - децата-коминочистачи разнасят (подразбира се - и любовни) писма.
Разликата между налягането на горещата колона газ, издигаща се в комина и това външния въздух, спомага за изтеглянето на съдържащите се в него останки от горящите въглища или дърва, което позволява продължителното им и по-безопасно горене. Комините могат да бъдат прави или да съдържат много промени в посоката. По време на нормална работа слой от креозот се натрупва от вътрешната страна на комина, ограничавайки потока. Креозотът също може да се запали, да запали и комина и да причини опожаряване на сградата. Затова през известно всеки комин трябва да бъде помитан.
С увеличаването на градското население в епохата на индустриализацията, броят на къщите с комини нараства бързо и професията на коминочистача става много търсена. Същевременно тя и е сред по-трудните, опасни и нископлатени професии. В северната част на САЩ белите се отказват от търговията и наемат чернокожи момчета от Юга.
С времето сградите стават все по-високи от преди и новите комини биват групирани заедно. Маршрутите на димоотводите от отделни решетки могат да включват два или повече прави ъгъла и хоризонтални ъглови и вертикални участъци. Димоотводите са стеснени, за да се създаде по-добра тяга, 36 на 23 см е общ стандарт. Бъкингамският дворец например има един димоотвод с 15 ъгъла, като димоотводът се стеснява 23 на 23 см.

## Черен Петър
„Черен Петър“ е една от най-разпространените детски игри с карти, произлизаща от Германия. Една от нейните карти е с образа на коминочистач (не и в българския вариант), а според условията за игра загубилият играта е длъжен да нацапа страните на лицето си със сажди, за да заприлича на Черен Петър – коминочистач.
- Корица на Черен Петър от Германия, 1920 г.
- Корица илюстрираща правилото за маскиране като коминочистач

## Галерия
- Джон Колфър, коминочистач през 1850 г., Уексфорд, Ирландия.
- Коминочистач от Хесен, Германия